# 2001 في سويسرا
فيما يلي قوائم الأحداث التي وقعت خلال عام 2001 في سويسرا.

## سياسة

### تعيين في المنصب
- 1 يناير – صموئيل شميد عضو المجلس الفيدرالي السويسري.

## أفلام
من الأفلام التي صدرت هذه السنة في سويسرا:
- 1 يناير – أوريجينال سين من إخراج مايكل كريستوفر.
- 1 يناير – الدائرة من إخراج جعفر بناهي.
- 6 سبتمبر – خلف الشمس من إخراج والتر سالس.

## برامج ومسلسلات وأنمي
- بينغو

## وفيات

### يوليو
- 10 يوليو – جان كلود غريت (مواليد 1930) درّاج طريق سويسري.

### أغسطس
- 28 أغسطس – إرنست ستيتلر (مواليد 1921) درّاج طريق سويسري.

### نوفمبر
- 30 نوفمبر – إرنست هوفشميد (مواليد 1913) لاعب كرة قدم سويسري.